# 멜리스마
멜리스마(영어: melisma, 그리스어: μέλισμα, mélisma, lit. 'song'; μέλος, melos, '노래, 멜로디', 복수형: melismata에서 유래)는 연속적으로 여러 다른 음표 사이를 이동하면서 단일 음절의 노랫말을 노래하는 것이다. 이 스타일로 부르는 음악은 노랫말의 각 음절이 하나의 음표와 일치하는 음절과 반대되는 멜리스마틱(melismatic)이라고 한다. 멜리스마에 대한 비공식 용어는 보컬 런(vocal run)이다. 룰라드(roulade)라는 용어는 때때로 멜리스마와 같은 의미로 사용되기도 한다.